# Barros Cassal
Barros Cassal är en kommun i Brasilien.   Den ligger i delstaten Rio Grande do Sul, i den södra delen av landet, 1 600 km söder om huvudstaden Brasília. Antalet invånare är 11 133.
I omgivningarna runt Barros Cassal växer huvudsakligen savannskog. Runt Barros Cassal är det glesbefolkat, med 16 invånare per kvadratkilometer.